# Triada organiczna
Triada organiczna to bateria trzech testów psychologicznych:

## Test pamięci wzrokowej, ang. Benton Visual Retention Test,Benton
(3 serie badania po 10 tablic, 4 sposoby, normy tylko dla jednego)
Test służy do badania pamięci i percepcji wzrokowej u dzieci, młodzieży i dorosłych, można go stosować do badania tempa i dokładności spostrzegania oraz zdolności grafomotorycznych. Materiał badawczy ma charakter rysunkowy. Test polega na krótkiej ekspozycji obrazka i natychmiastowej reprodukcji z pamięci (przerysowanie figury). Badanie ma przebieg indywidualny. Czas wykonywania testu nieograniczony.Najczęstsze błędy osób z zaburzeniami organicznymi, to: opuszczenia figur brzeżnych, rotacje oraz błędy względnej wielkości figur. Oceny dokonuje się na podstawie liczby poprawnie wykonanych rysunków lub błędnych reprodukcji.
- Benton A.L.: The Revised visual Retention Test University of Iowa. Iowa City 1955.
- Benton A.L.: Der Benton Test. Stuttgart 1968.

## Test postaciowania Bender (Test Bender-Gestalt)
(9 tablic, z których wzór jest bezpośrednio kopiowany)
Test zakłada, że spostrzeganie ma charakter postaciowania, a zmiany w tkankach mózgowych obniżają sprawność wzrokowo – ruchową postaciowania Przedstawia figury geometryczne, bądź układy elementów, polega na dokładnym odwzorowaniu rysunku. Czas wykonywania testu nieograniczony.
Najczęstsze błędy osób z zaburzeniami organicznymi, to: perseweracje, rotacje, prymitywizacja form, kółka zamiast kropek, oddzielanie fragmentów figur, przepracowania, drżenia, szkicowania. Osoby ze schizofrenią robią mniej błędów, ale rysunki cechuje dziwaczność, ornamenty, łączenie kilku rysunków.
- Hutt, M. L. The Hutt Adaptation of the Bender Gestalt Test.New York: Grune and Stratton, 1985.
- Pascal. G. R., and B. J. Suttell. The Bender Gestalt Test: Quantification and Validation for Adults.New York: Grune and Stratton, 1951.

## Test Graham-Kendall
(15 figur)
Test różnicuje czy pochodzenie zaburzeń jest organiczne czy czynnościowe (funkcjonalne), wynik w normie nie świadczy o braku zaburzeń. Po kilkusekundowej ekspozycji osoba badana odwzorowuje figury.
Najczęstsze błędy osób z zaburzeniami organicznymi, to: zniekształcenia, opuszczenia, rotacje, perseweracje, podwójne linie, powiększenia w porównaniu z wzorem, wykorzystanie linii arkusza testowego.
- Brillant P., Gynther M.: Relationship between Performance on Three Tests for Organicity and Selected Patients Variables. „Journal of Consulting and Clinical Psychology" 27:1963 s. 474-479.